# Метју Бут
Метју Бут (енгл. Matthew Booth; Кејптаун, 14. март 1977) је јужноафрички фудбалер који тренутно наступа за домаћи клуб Мамелоди Сандоуз. Игра на позицији централног одбрамбеног играча.
Током каријере наступао је и за Кејптаун Спурсе, као и за два руска клуба, Ростов и Крила Совјетов, где је био и капитен.
За репрезентацију Јужне Африке дебитовао је 20. фебруара 1999. у мечу против Боцване. Један је од најважнијих играча у репрезентацији, због своје изразите висине (199 цм) и добре скок игре. Једини је бели играч у јужноафричкој репрезентацији.
Наступао је и за репрезентацију на Олимпијским играма 2000.